# Nguyễn Văn Mười Hai
Nguyễn Văn Mười Hai (sinh năm 1960) là một doanh nhân Việt Nam.

## Sự nghiệp
Nguyễn Văn Mười Hai sinh trưởng tại phía Bắc Sài Gòn. Ông thi trượt Đại học Kinh tế, chuyển xuống học Cao đẳng Sư phạm. Sau đó vì hoàn cảnh gia đình khó khăn, Nguyễn Văn Mười Hai đành bỏ học để kiếm sống.
Nguyễn Văn Mười Hai bắt đầu sản xuất xà phòng từ năm 1985 bằng nguồn vốn của những người trong gia đình. Tình cờ một lần ngồi nhậu, ông gặp một người giới thiệu về nước hoa và chỉ dẫn cho ông cách sản xuất. Nguyễn Văn Mười Hai bắt tay vào làm. Năm 1988, ông thành lập Tổ hợp sản xuất nước hoa Thanh Hương, sau đó chuyển đổi thành Hãng nước hoa Thanh Hương.
Nguyễn Văn Mười Hai đi tìm hiểu về công nghệ ở nước ngoài, mở rộng quy mô sản xuất, phát triển thương hiệu của mình. Ngay từ thời điểm đó, ông đã biết mua "giờ vàng" truyền hình để phát quảng cáo nước hoa Thanh Hương. Nguyễn Văn Mười Hai còn xây dựng một mạng lưới kinh doanh trên toàn quốc, với nhiều đại lý kinh doanh và giới thiệu sản phẩm. Khoảng cuối thập niên 1980, Hãng nước hoa Thanh Hương với sản phẩm Tiffany do Nguyễn Văn Mười Hai làm giám đốc nổi lên như một thương hiệu mỹ phẩm uy tín ở Việt Nam với doanh thu 150%/năm. Ông đi xe Mercedes hạng sang với vệ sĩ lái xe phân khối lớn hộ tống.

## Vụ án nước hoa Thanh Hương
Theo Huy Đức, vào cuối thập niên 1980, hãng nước hoa Thanh Hương bắt đầu huy động vốn, lãi suất có khi lên tới 15%/tháng. Khi không có khả năng chi trả, thay vì tuyên bố phá sản, Nguyễn Văn Mười Hai đã đẩy nhanh nhịp độ huy động vốn và "lấy tiền của người gửi sau trả lãi cho người gửi trước".
Vụ án Thanh Hương xảy ra ngày 10 tháng 3 năm 1990. Nguyễn Văn Mười Hai bị khám nhà, bắt khẩn cấp. Nguyễn Văn Mười Hai vay tiền nhiều người với tổng số tiền lên đến 37 tỉ đồng và không có khả năng chi trả. Ông bị khởi tố với ba tội: lừa đảo chiếm đoạt tài sản công dân, phá hoại việc thực hiện các chính sách kinh tế xã hội và đưa hối lộ.
Nguyễn Văn Mười Hai bị đề nghị mức án tử hình. Sau đó ông được giảm xuống mức án chung thân. Vào cuối năm 2006, sau 16 năm thi hành án, Nguyễn Văn Mười Hai được ân xá ra tù.

## Sau khi ra tù
Ra tù, ông tiến hành khôi phục từng bước cơ sở sản xuất nước hoa Thanh Hương, đồng thời nghiên cứu chế tạo sữa rửa mặt bùn khoáng Thành Kim nhằm nội hóa dòng sản phẩm mà Việt Nam thường chỉ biết nhập khẩu.
| “                     | Tôi phải làm gì để sống, sống như thế nào khi tôi đi từ thời hậu ăn bo bo, ra tù lúc kinh tế thị trường, gia nhập WTO, xã hội văn minh, thay đổi rất nhiều. Tôi phải đi học nhiều thứ mới tiếp cận được. | ” |
| — Nguyễn Văn Mười Hai | |   |

## Gia đình
Vợ Nguyễn Văn Mười Hai tên là Nhu. Bà cũng bị bắt cùng với ông trong vụ án Thanh Hương và chịu án tù 5 năm. Hai vợ chồng có một con trai và một con gái.